# Euhampsonia magnifica
Euhampsonia magnifica är en fjärilsart som beskrevs av Rothschild 1917. Euhampsonia magnifica ingår i släktet Euhampsonia och familjen tandspinnare. Inga underarter finns listade i Catalogue of Life.